# Comuna 3 La Despensa
La Comuna 3 La Despensa es la tercera de las seis comunas de la cabecera municipal del municipio de Soacha (Cundinamarca), localizada al norte de la ciudad. Recibe su nombre de su cabecera, el barrio de La Despensa. Tiene 88000 habitantes.

## Geografía
Territorio completamente plano siendo la única parte montañosa que posee son los Cerritos de La Chucuita, ubicados en Ciudad Verde.
Hídricamente tienen la quebrada Tibanica que atraviesa parte del humedal homónimo, proveniente de la comuna 5 al sur, girando hacia el norte por el sector fronterizo de la Planta de Tratamiento de Aguas Residuales de La Isla (junto a Bosa) y termina en el río Bogotá al occidente en el corregimiento dos por la vereda Bosatama y el río Soacha, procedente de la comuna 2 desde el occidente en el barrio La Amistad girando al norte en la hacienda Malachí y retornando al punto cardinal anterior terminando cerca de la desembocadura del canal mencionado, actualmente contaminados por los desechos cloacales. Además comparte con la vereda mencionada el Humedal Chucuita. 
En algunas barrios es el terreno está urbanizado a la manera popular en Los Olivos, Prado Los Rosales y La María mientras hay otros en calidad de conjuntos residenciales como Santa María del Rincón, Ciudad Verde y El Trébol mientras los de índole comercial están León XIII y La Despensa. 

### Límites
| Noroeste: Corregimiento 2 (Vereda de Bosatama)                                |                                          | Nordeste: Localidad de Bosa Bogotá, D.C. (Barrios El Toche, Bosa San José, Bosa San Diego, La Esperanza y Manzanares |
| Oeste: Comuna 2 de Soacha Central (entre el río Soacha hasta la Diagonal 30B) |                                          | Este: Localidad de Bosa Bogotá, D.C. (Humedal Tibaníca)                                                              |
|                                                                               | Sur: Comuna 5 de San Mateo Autopista Sur | Sureste: Localidad de Bosa Bogotá, D.C. (Barrios Alameda de Bosa, José María Carbonell, Nueva Granada, La Azucena)   |

## Historia
Poblada desde las épocas precolombina y española, gran parte de su territorio perteneció al resguardo de Bosa desde 1550 hasta la creación del municipio de Soacha en 1875. Su desarrollo moderno se inició con la fundación del barrio León XIII por parte del sacerdote antioqueño Estanislao Carvajal en 1950, al estar cerca del Ferrocarril y Carretera del Sur. Posteriormente, con la expansión del perímetro urbano de Bogotá, aparecieron barrios de invasión que redujeron las áreas de los humedales cercanos. 
La propiedad horizontal llegaría luego con los conjuntos de El Trébol, Santa María del Rincón y Ciudad Verde, siendo esta última una de las mayores urbanizaciones de Colombia.

## Barrios

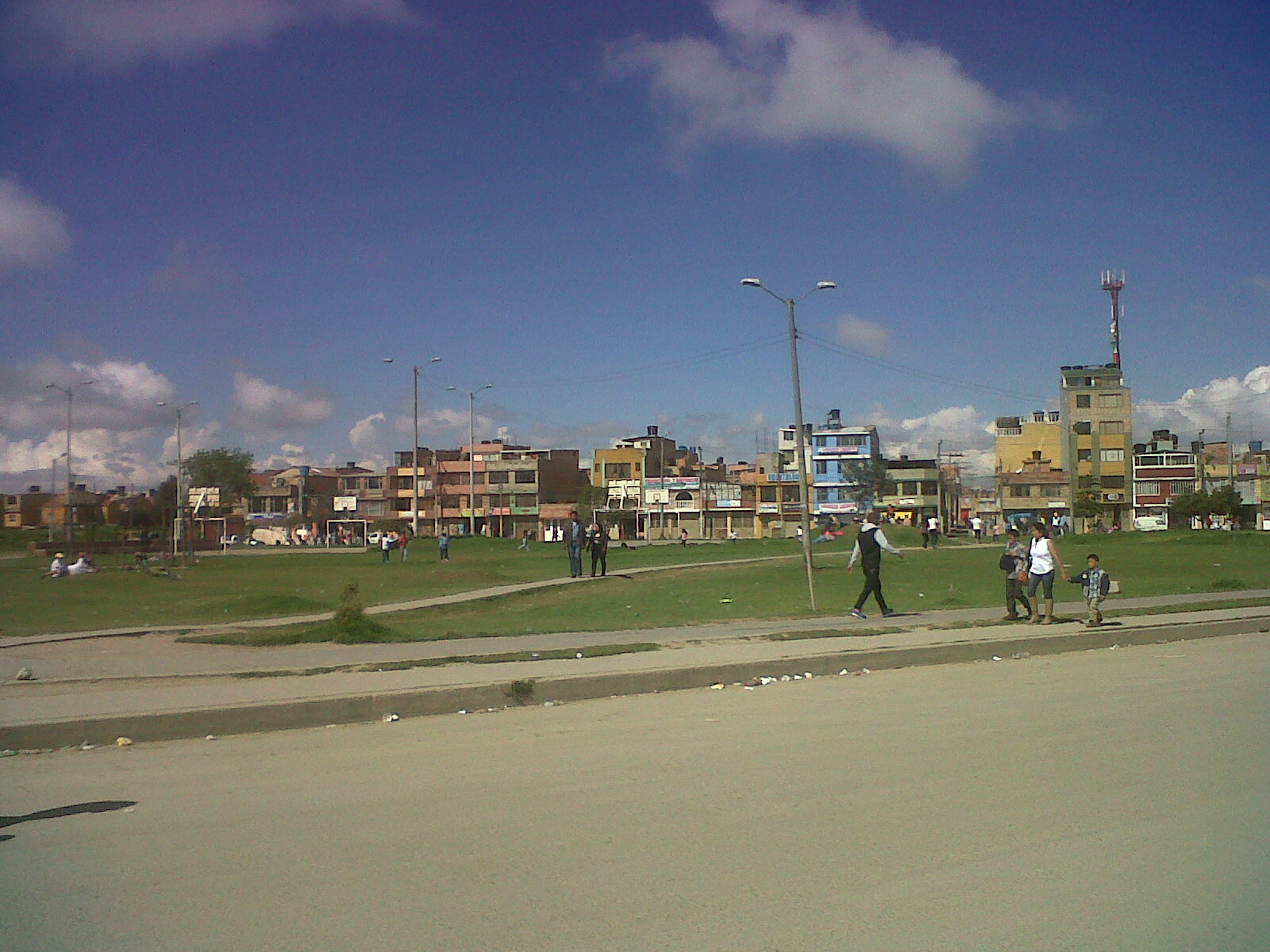
Barrio Rincón de Santa Fe y su parque.

Urbanísticamente la comuna está separada en dos zonas urbanas: 
- La parte sur que es la más antigua y la integran los barrios próximos a la frontera con Bosa (siendo su prolongación natural) y la Autopista NQS como El Trébol, Hogar del Sol, Juan Pablo I, La Despensa, La María, León XIII, Los Olivares, Los Olivos, Ocales, Pablo VI, Paseo de Rosales, Potrero Grande y Rincón de Santa Fe.

- Por su parte norte (nueva) la constituyen Ciudad Verde, es la única ciudadela que está separada del resto de la comuna por la hacienda Malachí y el sector de Potrero Grande, del cual su parte rural es administrada por la empresa Turflor y está unida por las Avenidas Terreros y Potrero Grande

Propiedades horizontales: la comuna 3 tiene las siguientes propiedades horizontales distribuidos en los siguientes barrios, aunque por ley están separados de las jurisdicciones de las Juntas de Acción Comunal de estos últimos:

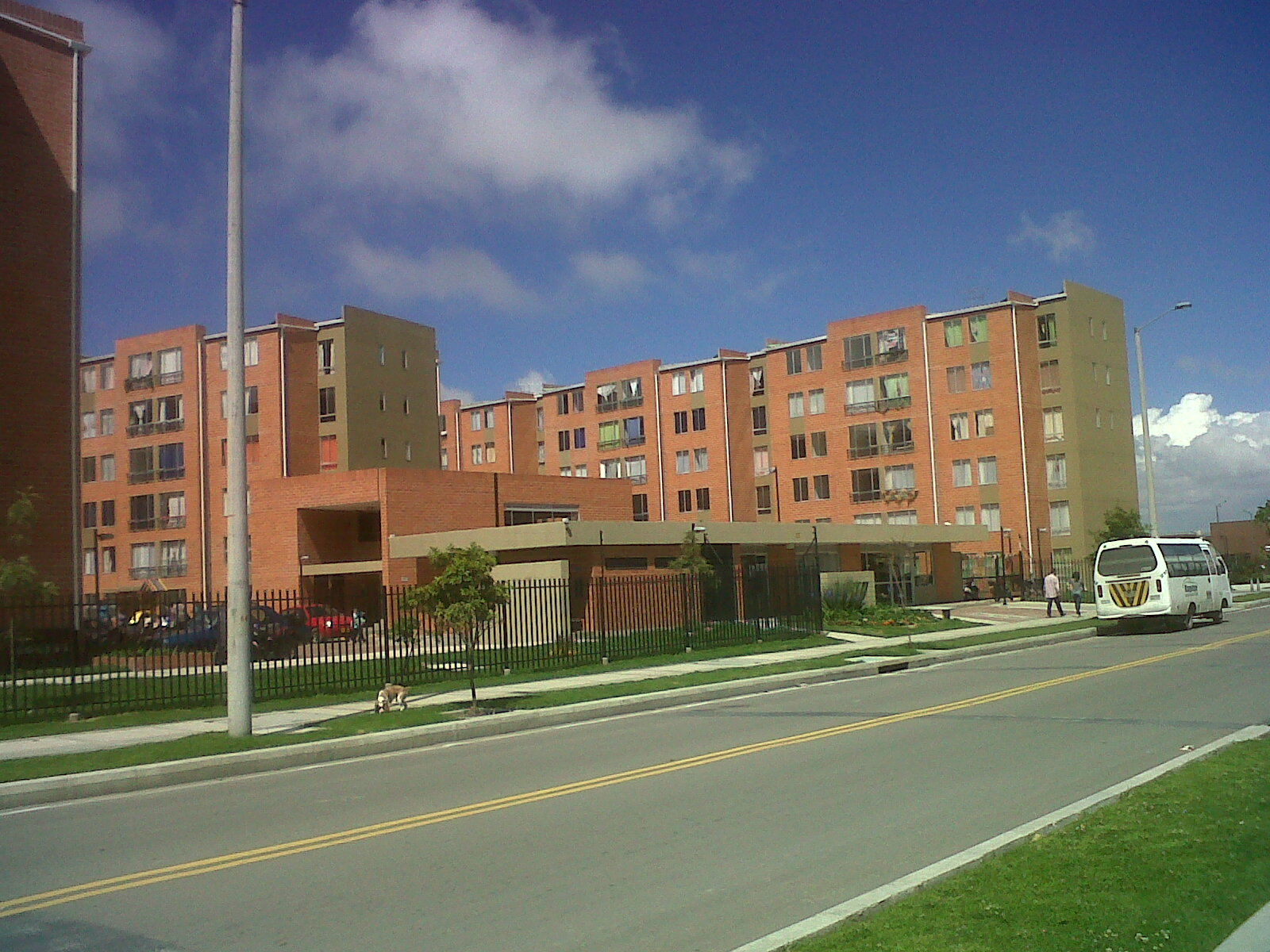
Conjunto Agapanto I de Ciudad Verde.

- Ciudad Verde: véase Conjuntos de esta ciudadela (de hecho es el barrio con más propiedad horizontal de Soacha).
- El Trébol: Altos de Sacromonte, Altos de Santa Fe, Altos del Nogal, Altos del Pinar, Altos del Trébol
- León XIII: El Cedro, Reina Sofía
- Potrero Grande: Balcones de Mercurio I y II, Portal de Alcaparros, Portal de Arándanos, Portal de la Hacienda, Portal de la Sabana, Porta de las Flores, Portal del Nogal
- Rincón de Santa Fe: Rincón de Santa Fe y Santa María del Rincón

## Vías
Además de la Autopista NQS, están:
- Avenida Potrero Grande (Calle 33, Acceso a Ciudad Verde)
- Avenida Luis Carlos Galán (Calle 13 Ciudad Verde) (conexión proyectada entre esta última y Soacha Centro)
- Calle 33C y Diagonal 34 (Rincón de Santa Fe)
- Avenida Terreros (Diagonal 40 - Transversal 19)
- Avenida Las Torres (Carrera 20)
- Carrera Séptima (paralela Autopista)
- Calle 55 (La Despensa)
- Carrera 9 (León XIII)
- Carrera 24  Vía limítrofe con Bogotá Los Olivos (norte)[Nota 1]
- Avenida Agoberto Mejía (Calle 53)
- Carrera 38 (Ciudad Verde)
- Carrera 36 (Ciudad Verde)
- Calle 17 (Ciudad Verde)
- Avenida Ciudad de Cali (Carrera 30 Ciudad Verde)

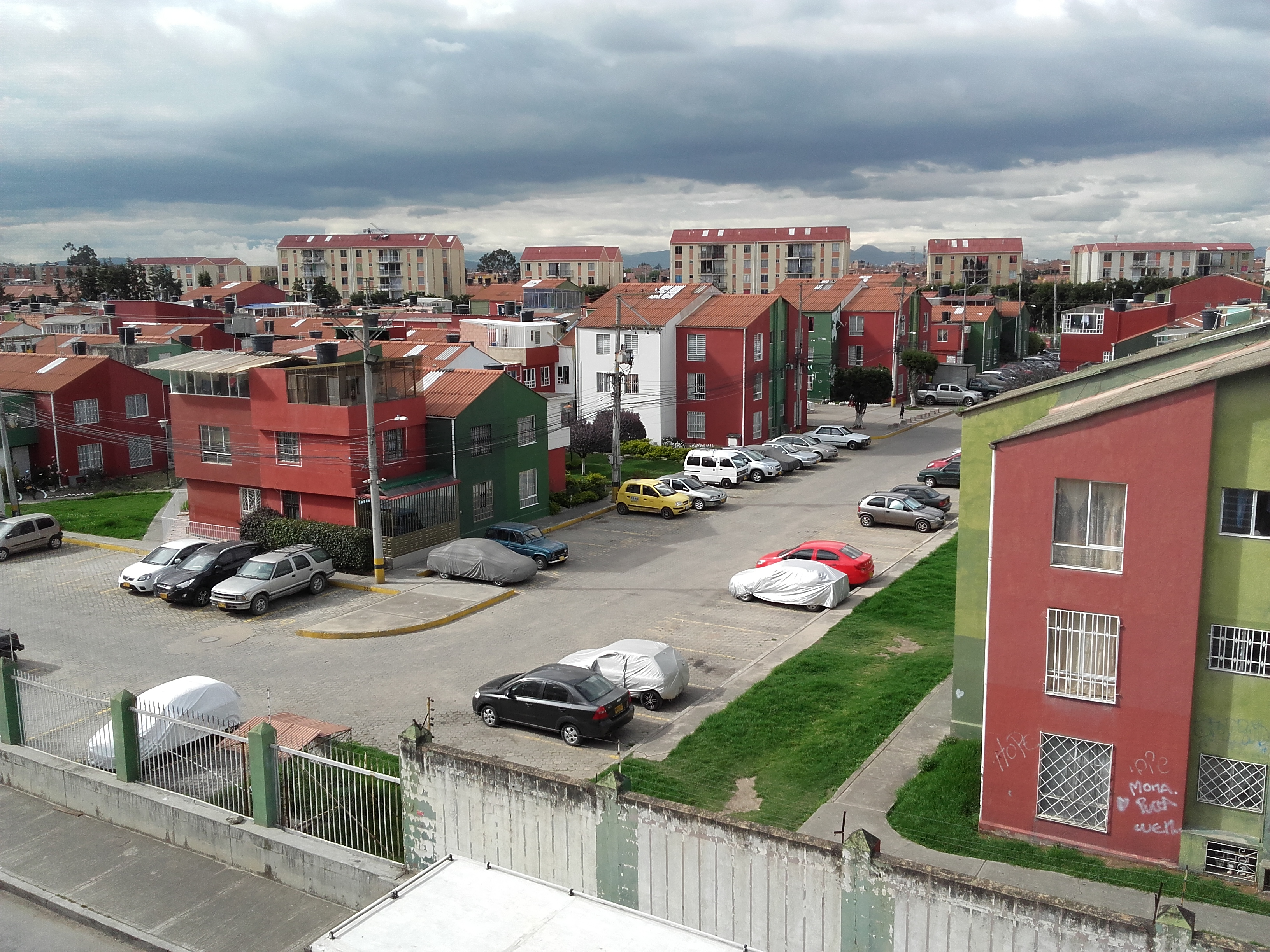
Casas de la urbanización Santa María del Rincón

La comuna cuenta con transporte público para el resto de la ciudad de Soacha y varias de sus veredas, así como por Bogotá a través del Corredor de transporte por la Autopista NQS. A pesar de que en el propio municipio no circulan los buses zonales del SITP de Bogotá, los habitantes de esta comuna acceden a las rutas de este sistema hacia los barrios fronterizos ubicados en la localidad de Bosa.
En cuanto a ciclovías, se destacan las de Ciudad Verde, la Carrera Séptima y la Alameda El Porvenir.
Desde el 27 de diciembre de 2013, están disponibles las estaciones de la red troncal de TransMilenio (La Despensa, León XIII, Terreros y San Mateo - Centro Comercial Unisur) que son compartidas con la comuna vecina de San Mateo y a futuro la Fase IV de este sistema en el municipio desde el puente Tibanica.

## Sitios importantes
- Deportivos y de esparcimiento: Parque Deportivo Potrero Grande (Potrero Grande), Coliseo León XIII, Alamedas de Ciudad Verde, Parques Logroño, La María, Rincón de Santa Fe, Tierra Negra, Bogotá-La Esperanza, Hogar del Sol, La Lectura-Nuevo Soacha y Zona BBQ de Ciudad Verde
- Culturales: Bibliotecas de Ciudad Verde, Casona Hacienda La Chucuita, Pictograma el Nicho
- Centros comerciales: Mercurio, Gran Plaza Soacha, Miraflores, El Jardín y Prado Verde (Ciudad Verde)
- Salud: Centro de Salud E.S.E. Soacha - Los Olivos, Centro Teletón y Clínica Avidanti (Ciudad Verde)
- Ambientales: Cerritos de La Chucuita (Ciudad Verde), Humedales Tibanica y Chucuita, Quebrada Tibanica
- Religiosos: Parroquia Sagrados Corazones de Jesús y María (Antigua Casona Logroño de Ciudad Verde), Catedral Jesucristo Nuestra Paz (sede de la Diócesis de Soacha) y Centro Pastoral Sagrado Corazón de Jesús
- Otros: Inspecciones de Policía León XIII y Ciudad Verde, Estación de Integración San Mateo

## Educación
En la comuna 3, hay variadas instituciones educativas públicas y privadas:
Privadas: Colegios Nuestra Señora de las Misericordias, Colombo-Latino, Benedicto XVI, Robinson Crusoe, Miguel de Cervantes, Gustavo Campos Guevara, León Magno, Cooperativo Popular, Minuto de Dios Ciudad Verde, Celestin Freinet Ciudad Verde y Británico Brighton
Públicas: IE La Despensa (Sede La Despensa y Ciudad Verde), IE León XIII (sedes León XIII y Chiloé), IE Soacha Avanza La Unidad y IE Manuela Beltran.

## Representación local
La representación local está en manos de los ediles de la JAL de la comuna 3, elegidos para el periodo constitucional 2024-2027:
| Partido            | Partido | Escaños |
| ------------------ | ------- | ------- |
|                    | PH      | 4/7     |
|                    | AV      | 1/7     |
| Centro Democrático | CD      | 1/7     |
|                    | NL      | 1/7     |